# Museu Nacional da Austrália
Museu Nacional da Austrália foi formalmente estabelecido pelo National Museum of Australia Act 1980. Não possuía um local permanente até março de 2001, quando foi oficialmente aberto na capital nacional, Canberra. O Museu Nacional preserva e interpreta a história social da Austrália, explorando os principais assuntos, pessoas e eventos que moldaram a nação.